# Pela graça de Deus

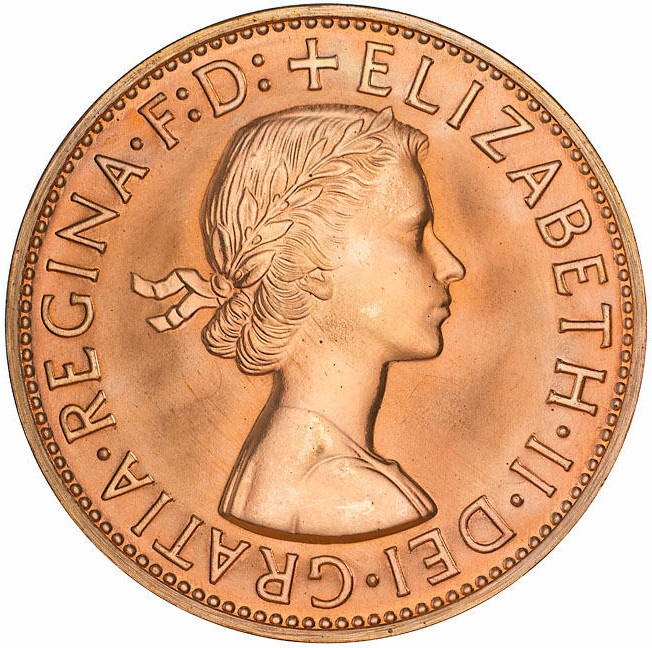
Moeda com a inscrição latina: «ELIZABETH II DEI GRATIA REGINA FIDEI DEFENSATRIX», que significa «Isabel II, pela graça de Deus, rainha, defensora da fé».

Pela graça de Deus (em latim Dei Gratia) é uma expressão honorífica e religiosa que, historicamente, aparece como fórmula introdutória nos títulos oficiais de soberanos, especialmente monarcas cristãos. Embora não constitua um título de direito próprio, esta fórmula tem um forte valor simbólico e político, servindo para legitimar o poder régio como derivado da vontade divina, em vez de resultar unicamente de herança, eleição ou conquista. Ao atribuir o seu governo à graça de Deus, o soberano afirma que o seu direito de reinar está acima do juízo humano, o que reforça a autoridade e o carácter sagrado da monarquia.

## Uso em diferentes línguas
A expressão foi usada em diferentes línguas, como «By the Grace of God» em inglês, «Par la grâce de Dieu» em francês, «Por la gracia de Dios» em castelhano, ou "«Pela graça de Deus» em português. Esta fórmula precede normalmente a designação do território ou título governado. Por exemplo, no caso português, reis como D. Afonso V ou D. João III usavam a forma completa: "Pela graça de Deus, Rei de Portugal e dos Algarves".
O uso da expressão reflete também a influência do cristianismo na organização política medieval e moderna. Era comum entre os monarcas da Europa Ocidental, especialmente os que se viam como representantes do poder divino na Terra. Na Idade Média, este princípio estava muitas vezes associado à teoria do direito divino dos reis, segundo a qual o monarca não devia obediência senão a Deus, sendo ilegítimo qualquer acto de rebelião por parte dos súbditos.

## Evolução histórica e declínio do uso
Ao longo dos séculos, a expressão «Pela graça de Deus» foi um elemento central na legitimação do poder monárquico, especialmente durante a Idade Média e o Antigo Regime. À medida que as instituições políticas evoluíram, esta fórmula manteve-se como um símbolo do vínculo entre o trono e a autoridade divina, reforçando a ideia de que o soberano governava não apenas por direito humano, mas por um mandato superior.
No entanto, com o surgimento dos movimentos políticos e filosóficos do século XVII e XVIII, como o Iluminismo, a ideia de autoridade divina começou a ser questionada. Pensadores iluministas defendiam que o poder político deveria basear-se na razão, no contrato social e na vontade do povo, em vez de numa suposta graça concedida por Deus. Este novo paradigma contribuiu para a gradual secularização do Estado e para o enfraquecimento da ligação entre religião e poder político.
Além disso, as revoluções liberais e republicanas — como a Revolução Francesa — rejeitaram frontalmente a ideia de legitimidade divina, promovendo sistemas políticos baseados em direitos humanos, cidadania e soberania popular. Como consequência, a fórmula «Pela graça de Deus» foi progressivamente retirada dos títulos oficiais e documentos de Estado na maior parte dos países europeus.

## Presença atual em monarquias contemporâneas
Ainda assim, em algumas monarquias que mantiveram um carácter tradicional e religioso, a expressão continuou a ser utilizada, sobretudo em contextos cerimoniais e simbólicos. Atualmente, o seu uso é mais um resquício histórico e uma referência cultural do que um elemento que reflicta uma verdadeira base legal ou política para o poder do monarca.
Tal ocorre, no Reino Unido, onde a rainha ou rei é designado como «by the Grace of God, of the United Kingdom of Great Britain and Northern Ireland and of Her other Realms and Territories Queen/King, Head of the Commonwealth, Defender of the Faith». 
Assim, a expressão «Pela graça de Deus» representa uma tradição de legitimação religiosa do poder soberano que marcou profundamente a história política europeia, especialmente entre os séculos IX e XVIII.
| Dom Pedro Primeiro, por Graça de Deus, e Unanime Acclamação dos Povos, Imperador Constitucional, e Defensor Perpetuo do Brasil, Fazemos saber a todos os Nossos Subditos que a Assemblea Geral Decretou, e Nós Queremos a Lei seguinte. Art. Iº A Dotação […] |